# Judith de Welp
Judith de Welp és una tragèdia dividia en tres actes, escrita en versos decasíl·labs lliures, original d'Àngel Guimerà, estrenada a Canet de Mar, el 1883; i a Barcelona al teatre Romea, la nit del 22 de gener de 1884.
La tragèdia es troba ambientada en l'antiguitat i imita els models de Shakespeare o Víctor Hugo.
L'obra s'inclou en la primera etapa creativa d'Àngel Guimerà, el període més romàntic. Aquesta etapa s'inicià amb l'estrena de la seva primera obra dramàtica, Gal·la Placídia el 1879. En l'obra ja s'aprecia el tret principal del seu teatre: els conflictes interns del protagonista. L'obra descriu personatges que es mouen en ambients romàntics. Descriu «un món en què els innocents poden veure's destruïts pel destí».

## Repartiment de l'estrena
Al teatre Romea de Barcelona.
- Judith: Concepció Pallardó.
- Brunegilda: Carme Parreño.
- Bernar: Teodor Bonaplata.
- Carles: Hermenegild Goula.
- Sisembert: Iscle Soler.
- Fra Veremont: Jaume Virgili.
- Adalart: Lluís Muns.
- Gerich: Fèlix Muxart.
- Rasés: Sr. Baró.